# Jan Tylleman
Jan Tylleman Joannes
 (Aartrijke, 5 juli 1860 – Aartrijke, 12 januari 1918) was een Belgisch landbouwer en burgemeester in Aartrijke. 
Familie van Maurits Stael, Prosper Dupon, Joris Hindryckx en Josuë Dupon.